# Tim DeKay
Tim DeKay est un acteur américain, né le 12 juin 1963 à Ithaca (État de New York).

## Biographie
À l'université, il a été très sportif, jouant au baseball et au basket-ball, puis se focalisa sur le théâtre.
Tim DeKay travaille d'abord dans une entreprise de comptabilité, mais l'appel de la scène a été plus fort.

### Carrière
Il a interprété différents rôles dans plusieurs séries télévisées comme Scrubs, Friends, Les Experts : Miami, Les 4400 ou encore Numb3rs.
Discret au cinéma, Tim DeKay a joué des petits rôles dans Opération Espadon, Max la menace ou The Chumscrubber.
En 2006, il apparait dans un de ses premiers grands rôles avec Peaceful Warrior de Victor Salva en 2006, jouant le rôle du coach Garrick.
En 2009, il est choisi pour l'un des rôles principaux dans la série FBI : Duo très spécial diffusée sur USA Network.

### Vie privée
Il est marié à Elisa Taylor et ont 2 enfants.

## Filmographie

### Cinéma

#### Longs métrages
- 1998 : Les Premiers Colons de Christopher Guest : le nouveau barman
- 1999 : Buddy Boy de Mark Hanlon : Ken
- 2000 : The Crow 3: Salvation de Bharat Nalluri : Martin Toomey
- 2000 : Un petit miracle (Big Eden) de Thomas Bezucha : Dean Stewart
- 2001 : Opération Espadon de Dominic Sena : l'agent
- 2002 : Une soirée parfaite de Jordan Brady : l'orateur dans la salle de réunion
- 2003 : Welcome to the Neighborhood de Kurt Inderbitzin et Gay Walch : Bill
- 2004 : Control de Tim Hunter : Bill Caputo
- 2005 : The Chumscrubber d'Arie Posin : M. Peck
- 2006 : Le Guerrier pacifique de Victor Salva : le coach Garrick
- 2006 : The Far Side of Jericho de Tim Hunter : l'étranger
- 2007 : Naked Under Heaven de William Bilowit : Paul
- 2007 : Randy and the Mob de Ray McKinnon : Bill
- 2008 : Max la Menace de Peter Segal : l'agent des services secrets
- 2009 : Political Disasters de Zach Horton : Jim
- 2015 : Sex, Death and Bowling d'Ally Walker : le professeur de la sex tape
- 2023 : Oppenheimer de Christopher Nolan :  John O. Pastore

#### Courts métrages
- 1998 : The Prospector d'Owen Renfroe : Pete Garrett
- 2001 : Nice Guys Finish Last de Robert B. Martin Jr. : le père
- 2003 : Pauly de Michael Santorico : Ted
- 2014 : The Stockwells de Tim DeKay
- 2014 : Best Man Wins de Stephane Dumonceau : Edward Stiles
- 2017 : Viewpoint de Jon Burton : Jeff[1]

### Télévision

#### Téléfilms
- 1996 : If These Walls Could Talk de Cher et Nancy Savoca : le mari de Becky (segment 1952)
- 1996 : L'Anneau de Cassandra d'Armand Mastroianni : Max Thomas
- 1997 : Puzzle criminel de Robert Allan Ackerman : le professeur Christopher Priest
- 1997 : Invasion d'Armand Mastroianni : Mike Landry
- 1998 : Five Houses de Todd Holland : ?
- 1998 : Secret défense de Richard Benjamin : officier
- 2001 : Chestnut Hill de Don Scardino : Peter Eastman
- 2001 : Honey Vicarro de Daniel Knauf
- 2001 : Arabesque : L'Heure de la justice d'Anthony Pullen Shaw : Robert Mercer
- 2001 : Taking Back Our Town de Sam Pillsbury
- 2006 : Walkout d'Edward James Olmos : M. Peck
- 2008 : Russell Tim (The Russell Girl) de Jeff Bleckner : Tim Russell
- 2008 : Monster Ark de Declan O'Brien : Dr Nicholas Zavaterro

#### Séries télévisées
- 1995-1996 : SeaQuest, police des mers (Seaquest DSV) : Lawrence Deon (saison 3, épisodes 2, 4 et 11)
- 1996  : Champs : Bob (saison 1, épisode 9)
- 1996 : Townies : le patrouilleur (saison 1, épisode 12)
- 1996 : Common Law : Alex (saison 1, épisode 1)
- 1996 : Seinfeld : Kevin (saison 8, épisodes 2 et 3)
- 1996 : Une maman formidable : le révérend Tom Maxwell (saison 4, épisode 6)
- 1997 : The Larry Sanders Show : Gordon (saison 5, épisode 6)
- 1997 : Une fille à scandales : John (saison 2, épisode 1)
- 1997 : Les Anges du bonheur : J. D. Sinclair (saison 3, épisode 16)
- 1997 : Diagnostic : Meurtre : Sonny Burnett (saison 5, épisode 11)
- 1997-1999 : La Vie à cinq : Dr Paul Thomas (12 épisodes, saisons 4 et 5)
- 1998 : Ellen : John (saison 5, épisode 14)
- 1998 : Caroline in the City : Brian (saison 3, épisodes 21 et 25)
- 1998 : Love Therapy : Jennings Crawford (saison 1, épisode 2)
- 1998 : Le Damné : le professeur John Albright (saison 1, épisode 2)
- 1999 : The Practice : Bobby Donnell et Associés : Jerry Green (saison 3, épisode 11)
- 1999 : Le Caméléon : Eddie Fontenot (saison 3, épisode 13)
- 1999-2000 : Sports Night : Ray Mitchel (saison 2, épisodes 3 et 19)
- 2000 : Dieu, le diable et Bob : personnages divers (série télévisée d'animation - voix originale : saison 1, épisode 2)
- 2001 : Voleurs de charme : Owen (saison 1, épisode 5)
- 2002 : Ally McBeal : Kendall Willis (saison 5, épisode 11)
- 2002 : Friends : Marc (saison 8, épisode 23)
- 2002 : Malcolm: Matt (saison 4, épisode 1)
- 2002-2003 : Everwood : le révérend Keyes (3 épisodes, saisons 1 et 2)
- 2003-2005 : La Caravane de l'étrange : Clayton « Johnesy » Jones (24 épisodes, saisons 1 et 2)
- 2004 : FBI : Portés disparus : Jim Cooper (saison 2, épisode 22)
- 2005 : Les Experts : Neal Matthews (saison 5, épisode 18)
- 2006 : Earl : Hank Lange (saison 1, épisodes 14 et 17)
- 2006 : Standoff : Les Négociateurs : John Barnes (saison 1, épisode 2)
- 2006 : Cold Case : Affaires classées : Geoff Taylor (saison 4, épisode 2)
- 2007 : Hidden Palms : Enfer au paradis : John Miller (saison 1, épisode 1)
- 2007 : Les 4400 : Drew Imroth (saison 4, épisodes 6 et 11)
- 2007 : Numb3rs : Pete Friscia (saison saison 4, épisode 5)
- 2007 : Tell Me You Love Me : David (10 épisodes, saison 1)
- 2008 : NCIS : Enquêtes spéciales : le sénateur Patrick Kiley (saison 6, épisode 3)
- 2008 : The Cleaner : Neil Mullins (saison 1, épisode 13)
- 2008 : Les Experts : Miami : William Campbell (saison 7, épisode 6)
- 2008 : Old Christine : Patrick Harris (saison 4, épisodes 6, 7 et 9)
- 2009 : Scrubs : Rich Hill (saison 8, épisode 11)
- 2009-2014 : FBI : Duo très spécial : agent spécial Peter Burke (81 épisodes)
- 2011 : Los Angeles, police judiciaire : Don Alvin (saison 1, épisode 10)
- 2011 : Chuck : Kieran Ryker (saison 5, épisode 8)
- 2012 et 2015 : Hot in Cleveland : Buddy (saison 3, épisode 7 et saison 6, épisode 24)
- 2012 : Christine : Lyle (saison 1, épisode 9)
- 2013 : Body of Proof : Caleb Banks (saison 3, épisode 3)
- 2014 : Revenge : Luke Gilliam (saison 3, épisode 19)
- 2014 : Marvel : Les Agents du SHIELD : le sénateur Christian Ward (2 épisodes)
- 2016 : Second Chance : Duval Pritchard (11 épisodes)
- 2017 : Lucifer : Pr Jason Carlisle (2 épisodes)
- 2017 : American Crime : J. D. Hesby (6 épisodes)
- 2018 : Here and Now : Steven Benjamin (2 épisodes)
- 2020- 2021 : The Expanse : le contre-amiral Sauveterre (2 épisodes)

## Voix francophones
En France, Pierre Tessier est la voix française régulière de Tim DeKay.